# 국립 극동 교통 대학교

국립 극동 교통 대학교(러시아어: Дальневосточный государственный университет путей сообщения)는 러시아 극동 연방관구 수도 하바롭스크에 위치한 국립대학교이다.
1937년 정부에 의해 설립된 극동 지역 최초의 기술 대학인 하바롭스크 철도공학 연구소(러시아어: Хабаровский институт инженеров железнодорожного транспорта)가 전신이다.
하바롭스크(주 캠퍼스)시와 극동 5개 도시에 캠퍼스를 운영하고 있으며, 초대 러시아철도공사 사장, 전 교통부장관과 철도청장, 하바롭스크 시장을 비롯해 항공, 철도, 해상, 도로운송 분야의 핵심인물들을 배출하였다.
2007년 교통과 교육분야의 러시아 과학 리더로 선정되어, 러시아 연방 교통부로부터 황금마차 상을 수여받았다(The Leader of Russian Science in the Field of Transport and Education).